# Grande-Rivière (Quebec)
Grande-Rivière é uma cidade localizada na província de Quebec no Canadá.